# Carolus Luython
Carolus Luython o Charles Luython (Anversa, 1557 – Praga, 2 agosto 1620) è stato un compositore e organista fiammingo.
Luython fu uno degli ultimi compositori della 5ª generazione della scuola franco-fiamminga.
Scrisse musica vocale e per organo, religiosa e profana, quest'ultima in particolare su testi di poeti latini. Una buona parte delle sue composizioni (Messe, odi latine, mottetti, brani per organo, etc.) ci è giunta sia in forma stampata che manoscritta.

## Biografia
Della sua giovinezza, come anche della sua vita, si hanno solo notizie frammentarie.
All'età di circa 9 anni Charles Luython fu reclutato per la Schola Cantorum della Cappella Imperiale di Massimiliano II d'Asburgo e condotto a Vienna nel 1566, dove restò come cantore sino al 1571. Cinque anni dopo ricevette la nomina di Kammermusicus dell'imperatore,  titolo che manterrà anche con il successore Rodolfo II d'Asburgo. La sua carriera a questo punto era in piena ascesa, poiché si suppone che il nuovo imperatore ne apprezzasse oltremodo il talento: nel 1582 era già organista di Corte e nel 1603 Rodolfo lo nominò Compositore di Cappella. In quegli anni era considerato, infatti, uno dei maggiori musicisti fiamminghi (belgi). La sua attività si svolse prima a Vienna, poi a Praga, dove il suo connazionale Philippe de Monte era Maestro di cappella assieme ai tedeschi Jacob e Hans Leo Hassler.
Luython soggiornò certamente anche a Venezia dove suonò e compose.
Ma, con la deposizione di Rodolfo II nel 1612 da parte del fratello Mattia che ne contestava la sanità mentale, le cose cambiarono. La capitale dell'Impero fu spostata a Praga e molti appartenenti alla Corte di Rodolfo furono progressivamente estromessi. Luython fu uno di essi, venne licenziato e privato del suo vitalizio. Si sa che cadde in povertà e che condusse un'esistenza assai grama. Dovette vendere ogni suo avere, persino il clavicembalo su cui lavorava. Al momento della sua morte, avvenuta in miseria a 63 anni, si trovava a Praga.

## Opere principali
- 1582 – 1 libro di madrigali. Venezia.
- 1587 – Popularis anni jubilus. Odi latine a 6 voci. Praga.
- 1603 – 1 libro di mottetti. Praga.
- 1604 – Opus musicum. Lamentazioni. Praga.
- 1611 – Primo libro di 9 Messe a 3 e 5 voci, di cui quattro basate su mottetti e madrigali di Philippe de Monte. Praga.
- 1613 – Messa Caesar vive! a 7 voci.
- Madrigali italiani, Inni, Fughe, Fantasie e Ricercare per organo o cembalo.

## Discografia
- Madrigali: Perch'io t'habbia guardato. Venhoda, "Supraphon" LP.
- 2 madrigali a 5 voci: Erano i capei d'oro a l'aura. - Due rose fresche non vede un simil – All'Illustrissimi Signori Fuccari. - Musica degli anni 1573–1607. - "The Consort of Musicke", direttore: Anthony Rooley. DHM 1985.
- Lamentationes a 6 voci. - Huelgas Ensemble, direttore: Paul Van Nevel, live recording ORF 1998, su "Resonanzen '98".
- Missa Caesar vive! - Fraternitas Litteratorum, "Supraphon"  2007.
- Complete keyboard works. - Jaroslav Tůma, "Supraphon", 11-0754-2.